# Josef Huber von Szekelyföld
Josef Huber Edler von Szekelyföld (Beč, 17. lipnja 1868. – Perchtoldsdorf, 26. srpnja 1944.) je bio austrougarski general i vojni zapovjednik. Tijekom Prvog svjetskog rata obnašao je dužnost načelnika stožera VI. korpusa i 1. armije na Istočnom i Rumunjskom bojištu.

## Vojna karijera
Josef Huber von Szekelyföld je rođen 17. lipnja 1868. u Beču. Sin je Josefa Hubera i Katharine Antonie Stöger. U austrougarsku vojsku stupa 1885. godine služeći u 38. pješačkoj pukovniji, nakon čega se od iduće, 1886. godine, nalazi na službi u 46. pješačkoj pukovniji. Tijekom osam godina službe u 46. pješačkoj pukovniji promaknut je u svibnju 1889. u čin poručnika, te u studenom 1893. u čin natporučnika. Od 1894. pohađa Ratnu školu u Beču koju završava 1896. godine, nakon čega je raspoređen kao stožerni časnik na službu u stožer 70. pješačke brigade. Od 1898. zapovijeda satnijom, a te iste godine, u studenom, je unaprijeđen u čin satnika. Od 1900. raspoređen je na službu u Glavni stožer uz koju dužnost obnaša i dužnost predavača u Kadetskoj pješačkoj školi. Godine 1907. imenovan je načelnikom stožera 16. pješačke divizije koju dužnost obnaša do 1909. godine. U studenom 1908. promaknut je u čin bojnika, dok od iduće, 1909. godine radi kao predavač u Ratnoj školi i to do 1912. godine. U međuvremenu je, u studenom 1911., unaprijeđen u čin potpukovnika, nakon čega se od 1912. nalazi na službi u 44. pješačkoj pukovniji. U listopadu 1913. imenovan je načelnikom stožera VI. korpusa na kojoj dužnosti se nalazi i na početku Prvog svjetskog rata. Neposredno pred početak rata, u srpnju 1914., promaknut je u čin pukovnika.

## Prvi svjetski rat
Na početku Prvog svjetskog rata VI. korpus kojemu je Huber bio načelnikom stožera, a kojim je zapovijedao Svetozar Borojević, nalazio se na Istočnom bojištu u sastavu 4. armije. Sa VI. korpusom, kojim je od početka rujna zapovijedao Artur Arz von Straussenburg, sudjeluje u Bitci kod Komarowa i Galicijskoj bitci, te nakon toga u pokušaju deblokade Przemysla i u studenom u Bitci kod Limanowe-Lapanowa. Tijekom 1915. VI. korpus sudjeluje u borbama u Karpatima, te u svibnju u uspješnoj ofenzivi Gorlice-Tarnow tijekom koje korpus zauzima Brest-Litovsk. U kolovozu 1915. VI. korpus ulazi u sastav 7. armije u sklopu koje sudjeluje u ljeto 1916. u zaustavljanju Brusilovljeve ofenzive.
Kad je Arz von Straussenburg u kolovozu 1916. imenovan zapovjednikom ponovno ustrojene 1. armije sa svrhom obrane Transilvanije, Huber je imenovan njegovim načelnikom stožera. Sa 1. armijom istom sudjeluje u Bitci za Transilvaniju, te nakon toga štiteći bok njemačke 9. armije u zauzimanju većine Rumunjske. Dužnost načelnika stožera 1. armije obnaša do travnja 1918. kada je armija nakon potpisivanja Brest-Litovskog mira raspuštena. U međuvremenu je, u studenom 1917., promaknut u čin general bojnika. Od lipnja 1918. pa do kraja rata obnaša dužnost načelnika stožera Vojnog zapovjedništva u Poljskoj.

## Poslije rata
Nakon završetka rata Huber je sa 1. siječnjem 1919. umirovljen. Preminuo je 26. srpnja 1944. u 77. godini života u Perchtoldsdorfu.

## Vanjske poveznice
(eng.) Josef Huber von Szekelyföld na stranici Armedconflicts.com